# الجمارك البحرينية

بناية دائرة الجمارك

الجمارك البحرينية هي هيئة حكومية مسؤولة عن تبسيط الإجراءات الجمركية عبر الحدود ومساعدة الجهات الرقابية في البحرين من خلال تطبيق أحكام الرقابة الأمنية، الصحية، الزراعية، البيئية، الإعلامية وغيرها من الأحكام، فضلاً عن تحصيل الرسوم الجمركية.